# Širenje valova
Boje vidljive ljudskom oku

| Boja       | raspon valnih duljina | frekvencijski raspon |
| ---------- | --------------------- | -------------------- |
| crvena     | ~ 625 – 740 nm        | ~ 480 – 405 THz      |
| narančasta | ~ 590 – 625 nm        | ~ 510 – 480 THz      |
| žuta       | ~ 565 – 590 nm        | ~ 530 – 510 THz      |
| zelena     | ~ 500 – 565 nm        | ~ 600 – 530 THz      |
| cijan      | ~ 485 – 500 nm        | ~ 620 – 600 THz      |
| plava      | ~ 440 – 485 nm        | ~ 680 – 620 THz      |
| ljubičasta | ~ 380 – 440 nm        | ~ 790 – 680 THz      |

Širenje valova u prostoru, prema iskustvu, pokazuje da se od izvora šire valovi na sve strane sa stalnom (konstantnom) brzinom. Titranja žica, membrana ili električnih naboja izvori su valova i akustičnih i optičkih. U izvoru ima val svoje središte, i od toga središta valovi se postepeno šire po čitavom prostoru. Titranjem žica nastaju uzastopna razrjeđenja i zgušćenja, i ta se razrjeđenja i zgušćenja prenose na okolni zrak. U svim točkama kugle, koja ima svoje središte u izvoru pokazuje val u pojedinom trenutku isto stanje titranja, istu fazu. Plohe iste faze titranja zovemo valnim frontama. Širenje valova možemo predočiti kao širenje valne fronte od izvora prema van. Na jednoj valnoj fronti vlada uvijek određeno stanje titranja, razrjeđenje i zgušćenje, i takva valna fronta povećava se poprečno (radijalno) obuhvatajući sve veći dio prostora. Jednoliki rast kugline plohe koja predočuje valnu frontu znači, što smo prije spomenuli, da se val širi s jednakom brzinom u svim smjerovima od izvora. Iz izvora izlaze uzastopno valne fronte s drukčijom fazom, drukčijim stanjem titraja. Te valne fronte imaju međusobno male udaljenosti i one predstavljaju u danom trenutku niz koncentričnih kugli, pa na svakoj od tih kugli vlada drukčije stanje titraja. Kod periodičnog titranja žice ili membrane izlaze poslije određenih vremenskih razmaka iz izvora valne fronte s istim stanjem titraja. Val se ponavlja periodički u prostoru. Udaljenost između dvije susjedne valne fronte s istom fazom je valna duljina vala.

## Brzina zvuka
Znamo da se svi akustični valovi šire s jednakom brzinom kroz prostor. U zraku se širi zvuk s brzinom od oko 333 m/s. To vrijedi za sve valove s najrazličitijim valnim duljinama. Svojim uhom čujemo kao zvuk samo ona titranja, koja imaju frekvenciju između 16 i 20 000 titraja u jednoj sekundi. Ako žica titra polakše ili brže, tada ne čujemo ništa. Frekvenciji od 16 Hz odgovara valna duljina jednaka 20,8 metara (frekvencija pomnožena valnom duljinom jednaka je brzini širenja vala, to jest 16∙20,8 = 333). Kod najdubljih tonova postoji između valnih fronta s istom fazom razmak od 20,8 m. Slušači koji bi stajali u razmacima od 20,8 m od izvora zvuka uvijek bi svi primali istovremeno isto stanje titraja. Kod najviših tonova valna je duljina znatno manja; ona iznosi 170 mm. U pojedinom trenutku u razmaku od 170 mm od izvora periodički se ponavljaju razrjeđenja i zgušćenja zraka. Ovakav brzi slijed može se vrlo lako pokusima mjeriti. Kada valna duljina postaje manja, tada više ne čujemo zvuk. Takve zvučne valove zovemo ultrazvukom. 
Valove u zraku ne možemo tako izravno vidjeti kao valove na vodi (mehanički valovi). Kod pravilnih valova na vodi možemo svojim očima pratiti širenje pojedinih stanja titranja uzduž vodene površine. Općenito ne pružaju valovi na vodi tako pravilna stanja titranja koja se periodički ponavljaju, kao zvuk ili svjetlost. 

## Brzina svjetlosti
Najvažnije valno titranje je svjetlost. Prema zvuku ona se širi s ogromnom brzinom i pokazuje krajnje male valne duljine. Brzina svjetlosti iznosi oko 300 000 km/s. Obično se brzina svjetlosti označuje slovom c. Točna vrijednost brzine svjetlosti iznosi:
{\displaystyle c\,=\,299\,\,792\,\,458\ \,m/s\,\approx \,300\,\,000\,\,km/s\ }
Brzina svjetlosti je univerzalna konstanta i ista je za najrazličitije valove svjetlosti. Valne duljine svjetlosti su krajnje malene i obično se mjere u nanometrima (nm). Za usporedbu veličina atoma je otprilike 0,1 nm. Kao što različitim tonovima odgovaraju različite valne duljine zvučnih valova, tako isto različitim bojama pripadaju različite valne duljine. Najveću valnu duljinu ima crvena svjetlost, nešto kraću ima narančasta, još kraću žuta, još kraću zelena, a najkraću plava i ljubičasta. Te različite boje imaju valne duljine od 790 do 390 nm. U desnoj tablici navedeni su razmaci za valne duljine koji nam se pojavljuju u pojedinoj boji.
Svjetlost veće valne duljine od crvene više ne vidimo, no možemo je osjetiti po njezinu toplinskom djelovanju. Svjetlost s valnom duljinom većom od 790 nm zovemo infracrvenom, dok svjetlost s manjom valnom duljinom od 390 nm zovemo ultraljubičastom. 
Nas za sada ne zanimaju izvori valnih titranja, već samo zakoni toga širenja u prostoru. Nezavisno od posebne prirode pojedinih valova mogu se izreći opći zakoni širenja, koji vrijede za valove u vodi, u zraku ili za svjetlost. Ako mi te zakone nalazimo ispunjene kod promatranih prirodnih pojava, utoliko imamo dokaze da je pred nama doista valno širenje. Na taj način bila je povijesno i dokazana valna priroda svjetlosti (valna teorija). 
Pri pokusnom ispitivanju nekog valnog širenja promatramo samo male odlomke valnih fronta koje se šire od izvora. Ponajčešće, kao kod svjetlosti, mi smo u ogromnoj udaljenosti od izvora, pa do naših aparata dopire samo neznatni dio valne fronte. Te male odlomke valnih fronta možemo praktički smatrati dijelovima ravnina. Niz isječaka kuglinih ploha pojavljuje se kao niz paralelnih ravnina; od zakrivljenosti valne fronte ne primjećuje se ništa. U malim područjima prema dimenzijama udaljenosti od izvora možemo uvijek prave valove u misli zamijeniti "ravnim" valovima, koji se sastoje od niza paralelnih ravnih valnih fronta. Takvi ravni valovi prikazuju najjednostavnije dijelove valnog širenja.
Ravni val širi se po čitavom prostoru u određenom smjeru i s određenom valnom duljinom. Valne fronte prikazuju niz paralelnih ravnina, a smjer okomit na njih pokazuje smjer širenja vala. Pravci okomiti na valne fronte zovu se zrake; oni imaju samo geometrijsko značenje, dok su realne samo valne fronte. U pojedinim valnim frontama vlada uvijek isto stanje titranja, i te valne fronte kreću se s konstantnom brzinom kroz prostor. Širenja valova možemo prikazati kao kongruentno (podudaranje) micanje valnih fronta. Kroz svaku nepomičnu točku u prostoru prolaze ovakve paralelne ravnine, a to prolaženje valnih fronta s različitim stanjem titranja očituje se kao periodično titranje izvjesnog fizikalnog stanja u toj točki. Da se u promatranoj točki prostora ponovi isto stanje titranja, potrebno je da valne fronte učine pomak od jedne valne duljine. Takav pomak od jedne valne duljine λ učine valne fronte s brzinom svjetlosti c, prema tome za vrijeme T jednako λ/T. To vrijeme zove se vrijeme jednog titranja, a njegova recipročna vrijednost je frekvencija f = 1/T, to jest broj titraja u sekundi. Vidimo da je umnožak frekvencije f i valne duljine λ jednak brzini vala:
{\displaystyle f\cdot \lambda =v}
Koliko puta se ponovi u jednoj nepomičnoj točki prostora isti titraj, za toliko valnih duljina se pomakne val u jednoj sekundi. To je sasvim jasno. Za vrijeme jednog titraja val se pomakne za jednu valnu duljinu naprijed, a za f takvih titraja upravo za veličinu v. 
Svaki ravni val utvrđen je valnom duljinom i brzinom. On prenosi titranja, koja harmonički slijede u svakoj točki prostora. Matematički karakter tih titranja jednak je titranju njihala. Dok se ravni val širi u istom sredstvu, dotle zadržava svoju brzinu, smjer i valnu duljinu. Međutim, u različitim sredstvima širi se val s različitim brzinama. U zraku zvuk se širi brzinom od 333 m/s, u vodi s većom brzinom od 1 440 m/s. Isto tako se opaža mijenjanje brzine svjetlosti kod ulaza iz zraka u staklo. U svakom sredstvu ima val određenu brzinu. Prolazom iz jednog sredstva u drugo frekvencija vala ne smije se promijeniti. To je jasno ako sebi predočimo fizikalne odnose koji vladaju na granici između dva različita sredstva, na primjer između stakla i zraka. Na granici između oba sredstva slijede titraji koje s jednakim pravom možemo pripisati jednom ili drugom sredstvu. No, kako val titra na granici, takvom frekvencijom mora titrati i u svakom od oba sredstva. Ulaskom u novo sredstvo ne mijenja val svoju frekvenciju, već valnu duljinu. Umnožak valne duljine i frekvencije jednak je valnoj brzini; dakle, za koliko se umanji brzina, za toliko se umanji valna duljina. Pri prolasku svjetlosti iz zraka u staklo smanjuje se valna duljina za čimbenik 3/2. Brzina svjetlosti u staklu iznosi dakle 200 000 km/s. U vodi se smanjuje brzina svjetlosti za čimbenik 4/3, a za taj isti čimbenik smanjuje se i valna duljina.

## Snelliusov zakon
Kada val prolazi iz jednog sredstva u drugi, tada se na granici djelomično odbija (reflektira) i lomi. Dio zraka prolazi u drugo sredstvo, dok se dio vraća u isto sredstvo. Ako val pada okomito na granicu između oba sredstva, tada se širi u istom smjeru u novom sredstvu, dok se u suprotnom smjeru odbija u staro sredstvo. Općenito se mijenja smjer zrake koja ulazi u novo sredstvo. Osnovna svojstva širenja vala sadržana su u Snelliusovim zakonima loma i refleksije. Na granici reflektira se svjetlost pod istim kutom u staro sredstvo. Kut upada jednak je kutu refleksije. Zamršeniji geometrijski odnosi vladaju pri prolazu. Svjetlost se u novom sredstvu širi u smjeru koji pokazuje izvjesni otklon prema prvobitnom smjeru svjetlosti u starom sredstvu. Svjetlost se "lomi" na granici između dva različita sredstva. Kut loma možemo jednoznačno odrediti ako poznamo brzine vala u jednom i drugom sredstvu. Tim zahtjevom je kut loma jednoznačno određen. Pretpostavit ćemo da je brzina vala manja u novom sredstvu. Val neka dolazi s kosa od odozdo prema gore na granicu obaju sredstava. Tada se val u novom sredstvu nužno lomi prema dolje, prema okomici na graničnu ravninu. To nije teško dokazati. Promatrajmo valne fronte u upadnom i lomnom valu, koje se dotiču granice obaju sredstava. Na tim valnim frontama omeđit ćemo one dijelove, koji moraju prijeći jedan u drugi prilikom prolaska svjetlosti iz jednog sredstva u drugo. Prilikom širenja vala prelazi valna fronta AB u valnu frontu CD. To znači, da za isto vrijeme dođe točka A u točku C, kada točka B dođe u točku D. No u tom istom vremenu točka A na putu prema C kreće se u novom sredstvu, dok se točka B kreće prema točki D u starom sredstvu. Brzina točke A je po pretpostavci manja od brzine točke B, pa je prema tome dužina AC manja od dužine BD. Dužina AC odnosi se prema dužini BD kao brzina vala u novom sredstvu prema brzini vala u starom:
{\displaystyle {AC \over BD}={v_{2} \over v_{1}}}
Budući da te dužine možemo izraziti kao umnožak dijagonale AD i sinusa kuta između zrake i okomice, izlazi odavde Snelliusov zakon:
{\displaystyle {\frac {\sin \theta _{1}}{\sin \theta _{2}}}={\frac {v_{1}}{v_{2}}}={\frac {n_{2}}{n_{1}}}}
pri čemu su: θ1 - kut upadne zrake svjetlosti, θ2 - kut loma, v1 i v2 brzine vala, a n1 i n2 odgovarajući indeksi loma sredstva iz kojega zrake dolaze i sredstva u koje ulaze."
Da na kraju, poslije potpunog prolaza, sve točke ostanu u svojoj valnoj fronti, mora se valna fronta zaokrenuti nešto prema dolje. Tada prevaljuju gornje točke nešto veće putove, a jer se te gornje točke brže kreću, sve su točke stalno u jednoj te istoj valnoj fronti.
Pri prijelazu vala iz gušćeg u rjeđe sredstvo vrijede obrnuti odnosi. Ista, gledana s protivne strane, daje prolaz vala iz sredstva s manjom brzinom u sredstvo s većom brzinom. U takvom slučaju val se lomi od okomice. Čitava se valna fronta, prolazeći kroz granicu, mora zaokrenuti prema gore, tako da bi ostala sačuvana. 
Pri prolazu iz gušćeg u rjeđe sredstvo nastupa totalna refleksija, ako kut upadne zrake prijeđe izvjesnu granicu. Pri prijelazu svjetlosti iz stakla u zrak lomi se svjetlost od okomice na graničnu ravninu. Ako se kut između granične ravnine i zrake svjetlosti u staklu približava 48°, tada se zraka svjetlosti u zraku sve više priljubljuje uz granicu. Ako smanjujemo još više kut, nastupa totalna refleksija. Ništa od svjetlosti više ne ulazi u zrak, svjetlost se na granici između stakla i zraka potpuno odbija (reflektira) prema natrag u staklo. Totalna refleksija može nastupiti samo pri prolazu vala iz gušćeg sredstva u rjeđe. 
Vrlo interesantna je činjenica da se totalna refleksija može poništiti ako se iza jedne staklene ploče postavi druga. Udaljenost između obiju paralelnih staklenih ploča mora biti vrlo mala, ne mnogo veća od valne duljine svjetlosti. Predočimo takav pokus! U prvoj staklenoj ploči kreće se svjetlost prema granici stakla i zraka pod kutom totalne refleksije. Na granici se val odbija (reflektira) prema natrag. U zraku između obiju ploča ne opaža se svjetlost, ta nastupila je totalna refleksija. Iznenađujuće, međutim, činjenica da se u drugoj staklenoj ploči ponovo pojavljuje svjetlost iako se u međuprostoru ne primjećuje. Druga paralelno postavljena staklena ploča poništava totalnu refleksiju. Na prvoj graničnoj ravnini između stakla i zraka u tom slučaju ne reflektira se potpuno sva svjetlost, već se dio pojavljuje i u drugoj staklenoj ploči. Val, tako reći, "preskače" od jedne staklene ploče na drugu, on se pojavljuje i u jednoj i u drugoj staklenoj ploči, premda se ne opaža u međuprostoru. Jakost (intenzitet) svjetlosti u drugoj staklenoj ploči samo je tada znatan ako je razmak između staklenih ploča vrlo malen. Čim taj razmak postaje znatno veći od valne duljine vala, tada se i u drugoj ploči, kao i zraku, ne primjećuje ništa. U tom se slučaju zaista sva jakost svjetlosti odbija na granici između prve ploče i zraka. Poništenje totalne refleksije tipična je valna pojava, potpuno neobjašnjiva za korpuskularnu teoriju. Korpuskule ili čestice koje se kreću u jednoj i u drugoj ploči morale bi se nužno kretati i u međuprostoru obiju ploča. Poništenje totalne refleksije neosporan je znak valnog gibanja. 
Zakoni loma i odbijanja (refleksije) svojstveni su zakoni valnog gibanja. U povijesti optike nisu se ti zakoni smatrali dokazom valne prirode svjetlosti. Korpuskularno objašnjenje bila je ipak zabluda. Istodobno odbijanje i lom svjetlosti na granici dvaju različitih sredstava moguće je samo tada ako je svjetlost valno gibanje. Zamislimo li poput Newtona svjetlost kao roj brzih čestica (korpuskula), to na granici između dva sredstva moraju sve čestice ili se odbiti ili ući u novo sredstvo. Ta granica predstavlja za čestice ili odbojni ili privlačni potencijal. U prvom slučaju brzina se čestica umanjuje, a u drugom povećava. Ako je porast potencijala veći od energije čestica, tad bi se sve čestice odbile. U drugom slučaju, gdje se brzina čestica u novom sredstvu povećava, ima potencijal pad, i sve čestice uvijek bi prošle nesmetano kroz granicu. U korpuskularnom prikazu može nastupiti uvijek ili samo odbijanje ili samo potpuni prolaz čestica. Istodobno se međutim kod svjetlosti opaža i odbijanje i lom. To je jasan dokaz valne prirode svjetlosti. Taj zaključak još uvijek uvjerljivo potkrepljuje pojava poništenja totalne refleksije. 
Prikazivanje širenja valova u nehomogenim sredstvima zahtijeva već složeniji matematički aparat. U nehomogenom sredstvu ima val općenito u različitim točkama prostora različite brzine. U ravnom valu, koji ulazi u takvo nehomogeno sredstvo, postaju valne fronte zakrivljene plohe. Zakrivljenost valnih fronta je očita kada pomislimo da se u svakoj valnoj fronti različite točke kreću različitim brzinama. Valna fronta ostaje prilikom širenja vala sačuvana, i ona se uvijek mora tako zakretati i zakrivljavati da točke u prostoru s većom brzinom prijeđu veće putove. Širenja vala u nehomogenom sredstvu možemo usporediti s redom trkača koji imaju različite sposobnosti u trčanju. U redu neka su slijeva nadesno poredani trkači s manjom sposobnošću trčanja, a međusobno se drže za ruke. Sada neka počne svatko trčati što brže može. Budući da su trkači nadesno brži od onih nalijevo a vezani su uz sporije, red će se nenamjerno zakretati nalijevo. Tim kretanjem prevaljuju brži veće lukove od sporijih. Iako trkači imaju različite brzine, to ipak zbog toga zakretanja ostaju svi u jednom redu. Zakrivljavanje valne fronte posljedica je nejednakih brzina unutar same valne fronte. To se lijepo može opažati kod kosog prolaza svjetlosti kroz našu atmosferu. Kada svjetlost dolazi od Sunca na Zemlju, tad prolazi kroz slojeve atmosfere s raličitom gustoćom. Gustoća atmosfere pada prema gore i u većim visinama ima svjetlost veću brzinu. Kada zrake svjetlosti padaju koso prema Zemljinoj površini, tada se valna fronta mora nužno zakrivljavati. U valnoj fronti nalaze se točke koje imaju veću visinu u atmosferi, i one se brže kreću od nižih točaka u istoj valnoj fronti. Valna fronta mora se prema tome nužno svijati prema dolje s vanjskim rubom. Na taj način točke valne fronte koje se nalaze više prema desno prevaljuju veće putove. Kada se valna fronta ne bi zakrivila, tada bi točke nadesno svojim većim brzinama daleko odmakle od lijevih, i valna fronta bi potpuno propala. Valna fronta mora međutim ostati sačuvana za vrijeme čitavog dalekog puta kroz Zemljinu atmosferu. Svijanje zraka svjetlosti u atmosferi je posljedica prirode svjetlosti. Tim zakrivljavanjem čini se Sunce, kao i zvijezde, nešto pomaknuto prema zenitu. Zbog toga učinka vidi se Sunčeva ploča još i tada kada je stvarno već potonula ispod obzora (horizonta).